# خط سبز (متروی دبی)
خط سبز (به عربی: (به عربی: الخط الأخضر) یکی از دو خط مترو دبی در دبی، امارات متحده عربی است. طول این خط ۲۲.۵ کیلومتر است و تقریباً موازی خور دبی حرکت می‌کند و دو منطقهٔ بر دبی و دیره را به هم متصل می‌کند. خط سبز متروی دبی با ۲۵ قطار بدون راننده (کنترل از راه دور) و ۲۰ ایستگاه (۸ ایستگاه در زیرزمین و ۱۲ ایستگاه بر روی پل مخصوص راه‌آهن) با ظرفیت ۱۲۰،۰۰۰ نفر در روز فعالیت می‌کند. سرعت هر یک از قطارها ۱۱۰ کیلومتر بر ساعت است.

## مسیرها

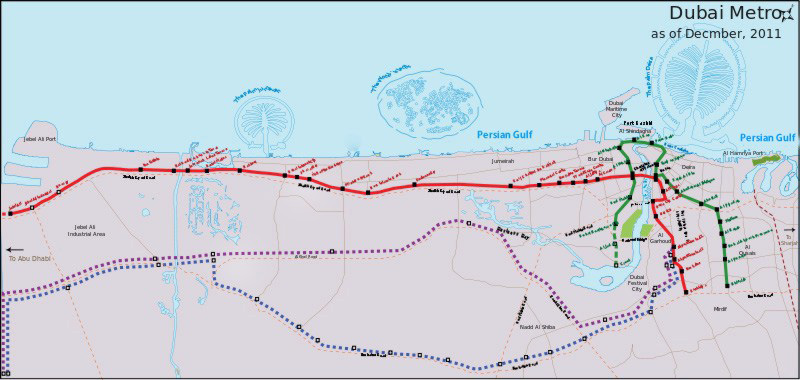
نقشهٔ خطوط شبکهٔ مترو دبی.

در زیر فهرست ایستگاه‌های خط سبز متروی دبی (چه ساخته شده و چه در حال ساخت) آمده است.
1. اتصالات منطقهٔ تعمیر و نگهداری متروها، دارای پارکینگ با ظرفیت ۶،۰۰۰ خودرو و همچنین ایستگاه اتوبوس و تاکسی.
2. القصیص-۱
3. منطقه آزاد فرودگاه
4. النهده
5. استادیوم الراشد
6. القیاده
7. ابو هیل
8. ابوبکر الصدیق
9. صلاح الدین
10. میدان الاتحاد ایستگاه حمل  نقل
11. میدان بنیاس
12. نخل دیره
13. الرأس
14. Al Ghubaiba
15. الفهیدی
16. الخالد بن ولید ایستگاه حمل و نقل
17. عود میثا (النصر)
18. شهر سلامتی دبی
19. الجداف-۱
20. خور دبی (الجداف-۲) ایستگاه تاکسی و اتوبوس در مجاور ایستگاه مترو موجود است.